# Fockea comaru
Fockea comaru là một loài thực vật có hoa trong họ La bố ma. Loài này được Ernst Heinrich Friedrich Meyer mô tả khoa học đầu tiên năm 1838 dưới danh pháp Brachystelma comaru. Năm 1908 Nicholas Edward Brown chuyển nó sang chi Fockea.
Loài này phân bố từ miền nam Namibia tới tỉnh Cape, Nam Phi.